# مارك ر. ماكوين
مارك ر. ماكوين هو شخصية أعمال كندي، ولد في 1965.